# Josef Radetzky von Radetz

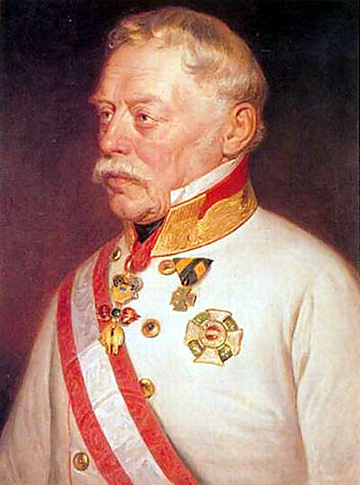
Josef Radetzky von Radetz

Johann Josef Wenzel Anton Franz Karl graaf Radetzky von Radetz (Trebnitz, 2 november 1766 – Milaan, 5 januari 1858) was een belangrijk Oostenrijks legeraanvoerder uit de eerste helft van de 19e eeuw.

## Biografie
Zijn familie was oorspronkelijk afkomstig uit Bohemen. Hij werd op jonge leeftijd wees en werd opgevoed door zijn grootvader en aan de Theresa-academie in Wenen. In 1798 trad hij in het huwelijk met Francisca gravin Strassoldo-Grafenberg. Zij zouden vijf zoons en drie dochters krijgen. Drie van zijn zoons dienden later als officier in het Oostenrijkse leger.
Na zijn opleiding ging Radetzky het Oostenrijkse leger in, nam deel aan de oorlogen tegen het Ottomaanse Rijk en onderscheidde zich in alle oorlogen tegen Napoleon. Bij het Congres van Wenen fungeerde hij als bemiddelaar tussen de Oostenrijkse staatsman prins Klemens von Metternich en de Russische tsaar Alexander I, die niet met elkaar door één deur konden.
Van 1831 tot 1857 was hij algemeen commandant en (sinds 1836) veldmaarschalk van het Oostenrijkse leger in het koninkrijk Lombardije-Venetië.
Echt beroemd werd Radetzky door zijn optreden in de oorlog tegen het koninkrijk Sardinië. Toen in het revolutiejaar 1848 ook Lombardije-Venetië in opstand kwam verklaarde de Sardijnse koning Karel Albert Oostenrijk op 23 maart de oorlog en viel het Noord-Italiaanse gebied binnen. De toen al 82-jarige Radetzky versloeg hem echter verpletterend in de Slag bij Custoza van 23 en 24 juli en definitief in de Slag bij Novara (23 maart 1849). Door deze overwinning zag Karel Albert zich genoodzaakt af te treden ten gunste van zijn zoon Victor Emanuel II. Deze onderhandelde persoonlijk met Radetzky en wist vrede te sluiten. Josef Radetzky bleef tot 28 februari 1857 gouverneur-generaal. Daarna trok hij zich - na 72 dienstjaren - terug in een hem door de keizer ter beschikking gestelde villa in Milaan en stierf een klein jaar later. Hij ligt begraven op de Gedenkstätte Heldenberg in Niederösterreich.
Radetzky speelde een belangrijke rol in het behouden van de Oostenrijkse bezittingen in Italië en was hierdoor in Oostenrijk mateloos populair. Franz Grillparzer schreef te zijner ere het gedicht In deinem Lager ist Österreich en Johann Strauss sr. componeerde zijn beroemde Radetzkymars.
Charles-Joseph de Ligne · Joseph Alvinczy von Berberek · Heinrich von Bellegarde · Johannes I Jozef van Liechtenstein · Karl Philipp zu Schwarzenberg · Josef Radetzky von Radetz · Maximilian von Wimpffen · Alfred I zu Windisch-Graetz · Laval Nugent von Westmeath · Eugen Wratislaw von Mittrowitz-Nettolitzky · Heinrich von Heß · Albrecht van Oostenrijk-Teschen · Edmund zu Schwarzenberg
- Bibsys: 9056046
- Bibliothèque nationale de France: cb165357954 (data)
- CiNii: DA11808419
- Gemeinsame Normdatei: 118597647
- International Standard Name Identifier: 0000 0000 8085 4911
- Library of Congress Control Number: n82094980
- MusicBrainz: b00ae8eb-7fba-4994-b605-2d53eda978c2
- Nationale Bibliotheek van Tsjechië: jn20000720238
- Nationale Bibliotheek van Israël: 987007310390205171
- Nationale Bibliotheek van Polen: a0000001699214
- Nederlandse Thesaurus van Auteursnamen: 071029036
- Réseau des bibliothèques de Suisse occidentale: 02-A006239005
- Istituto Centrale per il Catalogo Unico: LO1V078130
- Système universitaire de documentation: 050556738
- Virtual International Authority File: 5723425
- WorldCat: E39PBJccgW3yCBKGgwxTQwc9Dq